# FO&O

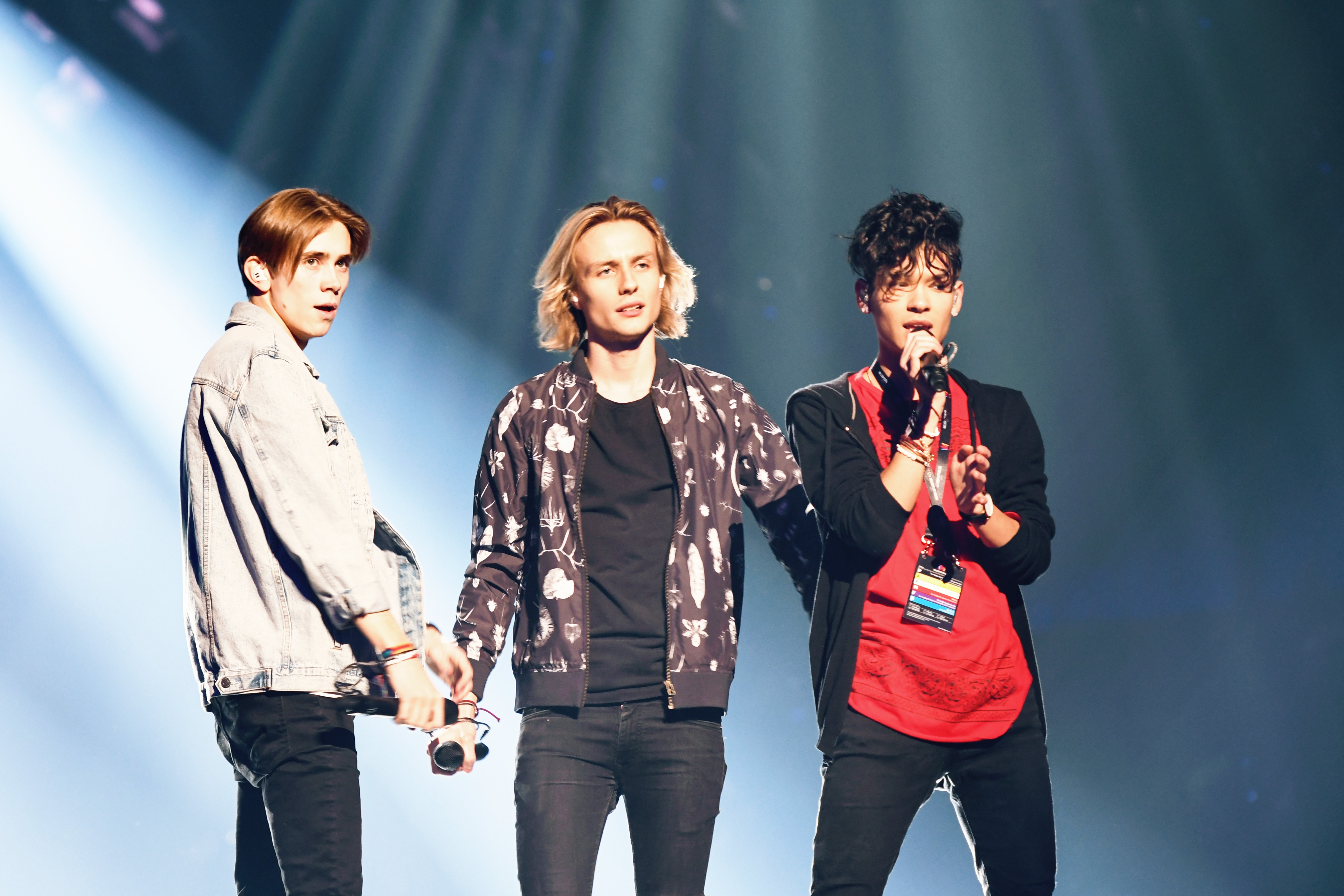
I FO&O a Melodifestivalen nel 2017

I FO&O (conosciuti fino a settembre 2014 come The Fooo e fino a febbraio 2017 come The Fooo Conspiracy) sono stati una boy band svedese formata nel 2013 e composta da Oscar Enestad, Felix Sandman e Omar Rudberg. Oscar Molander è stato il quarto membro del gruppo fino al suo distacco annunciato il 30 novembre 2016.

## Carriera
I Fooo si sono formati nel 2013 e hanno iniziato a ottenere visibilità cantando per le strade di Stoccolma e caricando video su YouTube. Qui sono stati notati dal manager di Justin Bieber, che ha offerto loro di diventare la band di apertura per la data svedese del concerto del cantante canadese ad aprile 2013.
Il 2 aprile 2014 è uscito il loro album di debutto, intitolato Off the Grid, che ha debuttato al primo posto nella classifica settimanale svedese dei dischi più venduti. Il singolo di lancio, Build a Girl, ha invece raggiunto il quarantunesimo posto in classifica. A settembre 2014, in occasione dell'uscita del loro EP Conspiration, hanno annunciato di aver cambiato il nome della band in The Fooo Conspiracy. Ai premi Grammis del 2014 hanno vinto nella categoria Miglior nuovo artista.
A novembre 2016 è stato annunciato che i Fooo Conspiration avrebbero preso parte alla successiva edizione di Melodifestivalen, il processo di selezione svedese per la ricerca del rappresentante nazionale all'Eurovision Song Contest 2017, con il brano Gotta Thing About You. Con l'uscita di Oscar Molander, la band si è rinominata in FO&O. A Melodifestivalen hanno cantato nella terza semifinale, andata in onda dal vivo il 18 febbraio 2017, arrivando terzi su sette partecipanti nel televoto e procedendo al round dei ripescaggi per l'accesso alla finale. Qui hanno duellato con i De Vet Du per loro il posto in finale, battendo gli avversari per oltre 100.000 televoti. Nella finale dell'11 marzo si sono classificati undicesimi su dodici partecipanti, al penultimo posto. Hanno ottenuto 41 punti, fra cui 7 punti dalle giurie internazionali e 34 dal pubblico (equivalenti a 962.987 televoti, il 7,1% del totale). Gotta Thing About You ha comunque ottenuto successo, raggiungendo il settimo posto nella classifica svedese e venendo certificata disco di platino per le oltre 40.000 copie vendute. Il 12 maggio 2017 è uscito il secondo album, intitolato FO&O, che ha debuttato trentacinquesimo in classifica. Nel 2018 Felix Sandman ha partecipato nuovamente a Melodifestivalen come solista, cantando Every Single Day e piazzandosi al secondo posto.

## Membri
- Oscar Johan Ingvar Enestad (Stoccolma, 21 febbraio 1997)
- Oscar "Olly" Hans Olof Molander (Lidingö, 24 febbraio 1997)
- Felix Karl Wilhelm Sandman (Värmdö, 25 ottobre 1998)
- Omar Josúe Rudberg (Venezuela, 12 novembre 1998)

## Discografia

### Album in studio
The Fooo
- 2014 – Off the Grid

FO&O
- 2017 – FO&O

### EP
The Fooo
- 2013 – The Fooo
- 2014 – Conspiration

The Fooo Conspiracy
- 2014 – Serenade
- 2015 – Coordinates

### Singoli
The Fooo
- 2013 – Build a Girl
- 2014 – King of the Radio
- 2014 – All Over the World

The Fooo Conspiracy
- 2015 – Wild Hearts
- 2015 – Run with Us
- 2015 – Jimi Hendrix
- 2016 – My Girl
- 2016 – Summer Love
- 2016 – Who Doesn't Love Love

FO&O
- 2017 – Gotta Thing About You
- 2017 – So So Good
- 2017 – Hurt Like We Did

## Tour
- 2014 – Fooo Experience